# Dalveer Bhandari
Dalveer Bhandari (Jodhpur, 1 oktober 1947) is een Indiaas rechter. Hij was enkele decennia rechter voor gerechtshoven in Delhi en Bombay en voor het Hooggerechtshof van India. Sinds 2012 is hij rechter van het Internationale Gerechtshof.

## Levensloop
Bhandari komt voort uit een familie met een traditie in de advocatuur en zowel zijn vader als grootvader waren lid van de balie van Rajasthan. Hij ontving een internationale studiebeurs en slaagde voor de studie in geesteswetenschappen en rechtsgeleerdheid. Hij vervolgde zijn studie in rechtsgeleerdheid en behaalde zijn titel van Meester in de rechten aan de Northwestern-universiteit in Chicago. Voor vergelijkend rechtsonderzoek reisde hij in deze jaren naar verschillende landen in Zuidoost-Azië en de Sovjet-Unie.
In 1973 begon hij met zijn praktijk als advocaat. In de eerste drie jaar bij het Hoger Gerechtshof van Rajasthan voor civiele, straf- en grondwettelijke zaken. Daarnaast gaf hij parttime lessen aan de Jodhpur-universiteit. In 1977 vertrok hij van Delhi naar Jodhpur en vervolgde hij zijn praktijk aan het Hoger Gerechtshof aldaar.
Van 1991 tot 2004 was Bhandari rechter voor het Hoger Gerechtshof van Delhi en vervolgens van juli 2004 tot oktober 2005 van het Hoger Gerechtshof van Bombay, een van de grootste en oudste gerechtshoven van het land. Hierna diende hij als rechter van het Hooggerechtshof van India voor de periode van 28 oktober 2005 tot 27 april 2012.
In de laatste functie werd hij benoemd tot voorzitter van het project voor mediation en verzoening en had hij toezicht op programma's ervan in het gehele land. Verder benoemde hij leden van commissies op verschillend gebied, zoals voor consumentenzaken en van het tribunaal voor spoorwegclaims.
Hij is bestuurslid van verschillende juridische verenigingen en in 2007 werd hij gekozen tot voorzitter van de Indiase organisatie voor internationaal recht (IILF). Verder gaf hij een groot aantal lezingen op universiteiten en fora wereldwijd. Sinds najaar 2012 is hij gasthoogleraar aan de Osgoode Hall Law School in Canada.
Sinds 27 april 2012 is Bhandari rechter voor het Internationale Gerechtshof in Den Haag.

## Erkenning
Bhandari werd door de Tumkur-universiteit onderscheiden met een eredoctoraat in rechtsgeleerdheid.
De Northwestern-universiteit in Chicago schaarde hem tijdens haar 150-jarige bestaan (1859-2009) tot een van haar zestien meest illustere en onderkende alumni.